# Marian De Smet
Marian De Smet (Mechelen, 27 maart 1976) is een Belgische schrijfster van kinderboeken.

## Leven
De Smet studeerde woord, muziek en beeld aan de kunsthumaniora in Hasselt. Daarna volgde ze de lerarenopleiding kleuteronderwijs in Heverlee en werkt ze als kleuterjuf. Met schrijven begon ze na de geboorte van haar oudste kind.

## Werk
De Smet begon haar carrière als jeugdauteur met herkenbare verhalen voor peuters en kleuters. Ze debuteerde in 2001 met Op slot, een prentenboek over Anna die (met een stapel boeken) opgesloten raakt in het toilet van de bibliotheek. Ze schreef nog een aantal prentenboeken, voor in 2008 haar eerste jeugdroman verscheen: De woorden van zijn vingers. Hierin vertelt ze over de gecompliceerde relatie tussen een meisje en een dove jongen. Het boek won meteen de eerste prijs van de Kinder- en Jeugdjury Vlaanderen. Hierna ontwikkelde ze zich verder als auteur voor adolescenten met Geen bereik, een mysterieuze psychologische thriller, en Rotmoevie, een literaire roadmovie.
Inspiratie voor haar prentenboeken vindt ze bij haar eigen kinderen en haalt ze uit haar ervaringen als kleuterjuf. Dat resulteert in herkenbare verhalen – over bijvoorbeeld gescheiden ouders (Ik woon in twee huizen) of broers en zussen (Broertje te koop) – met veel dialogen. Haar jongerenromans zijn veeleer psychologisch. Hoewel haar verhalen spannend zijn, worden ze niet in eerste instantie voortgestuwd door de plot. Centraal staan de personages: sterke jonge mensen die zich in complexe situaties weten te redden. Ze weet de relaties tussen haar personages op een pure manier uit te diepen. Korte hoofdstukken, levensechte dialogen en een sobere taal maken haar boeken vlot leesbaar.

## Bekroningen
- 2010: Kinder- en Jeugdjury Vlaanderen (KJV) voor De woorden van zijn vingers
- 2013: Gouden Lijst voor Rotmoevie[1]

- Digitale Bibliotheek voor de Nederlandse Letteren: smet075
- Gemeinsame Normdatei: 1043472681
- International Standard Name Identifier: 0000 0000 7838 3129
- Library of Congress Control Number: n2002045851
- Nederlandse Thesaurus van Auteursnamen: 297340433
- LIBRIS: 315937
- Système universitaire de documentation: 086144731
- Virtual International Authority File: 36905721
- WorldCat: E39PBJf8vGTKpXvWhMVg8GFFrq